# Isanthidae
Isanthidae  Carlgren, 1938 è una famiglia di celenterati antozoi nella superfamiglia Metridioidea dell'ordine Actiniaria.

## Descrizione
La famiglia è caratterizzata da un corpo allungato con sfintere marginale mesogleale ben sviluppato. Mesenteri divisibili in macro e microcnemi. Privo di aconzio. Divaricatori di mesenteri molto forti, da fortemente limitati a quasi circoscritti.

## Tassonomia
Secondo il World Register of Marine Species (WORMS), la famiglia risulta composta dai seguenti generi:
- Anthoparactis  Häussermann & Rodríguez, 2014
- Armactinia  Sanamyan N., Sanamyan, K. & Schories, 2015
- Austroneophellia  Zamponi, 1978
- Cnidanthea
- Eltaninactis  Dunn, 1983
- Isanthus
- Isoparactis  Stephenson, 1920
- Neophellia
- Paraisanthus  Sanamyan & Sanamyan, 1998
- Zaolutus